# Bertincourt
Bertincourt ist eine französische Gemeinde im Département Pas-de-Calais in der Region Hauts-de-France. Sie gehört zu zum Arrondissement Arras und zum Kanton Bapaume.

## Lage
Die Gemeinde Bertincourt liegt etwa 20 Kilometer südwestlich von Cambrai. Sie grenzt im Norden an Vélu, im Nordosten an Beaumetz-lès-Cambrai und Hermies, im Osten an Ruyaulcourt, im Süden an Ytres und Bus, im Südwesten an Barastre und im Nordwesten an Haplincourt. Die Bewohner nennen sich Bertincourtois. Unmittelbar südlich von Bertincourt verläuft die Autoroute A2.

## Bevölkerungsentwicklung
| Jahr                       | 1962 | 1968 | 1975 | 1982 | 1990 | 1999 | 2006 | 2012 | 2022 |
| -------------------------- | ---- | ---- | ---- | ---- | ---- | ---- | ---- | ---- | ---- |
| Einwohner                  | 812  | 836  | 841  | 856  | 821  | 886  | 926  | 914  | 918  |
| Quellen: Cassini und INSEE |      |      |      |      |      |      |      |      |      |

## Sehenswürdigkeiten
- Kirche Notre-Dame

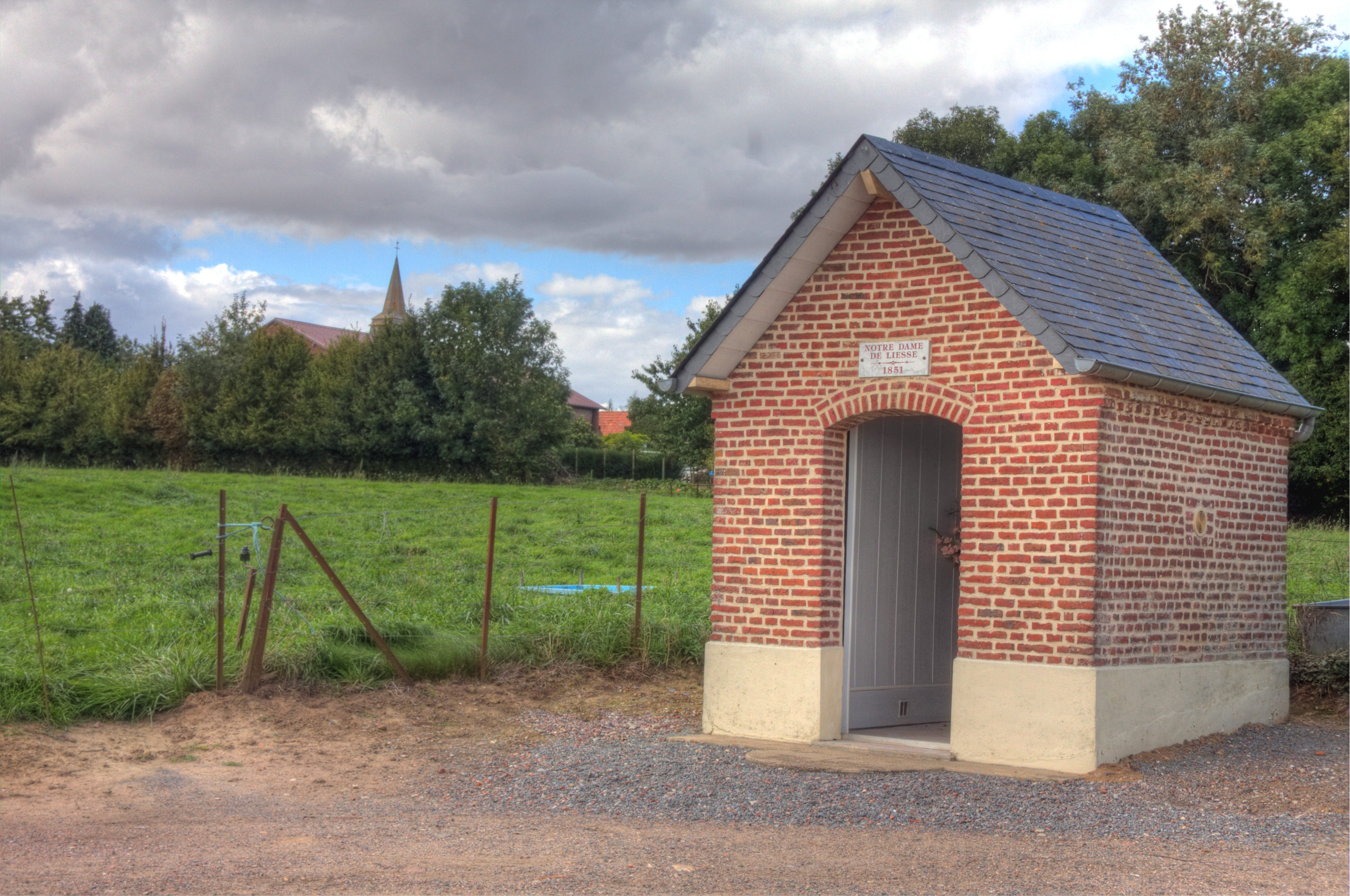
Kapelle Notre-Dame-de-Liesse
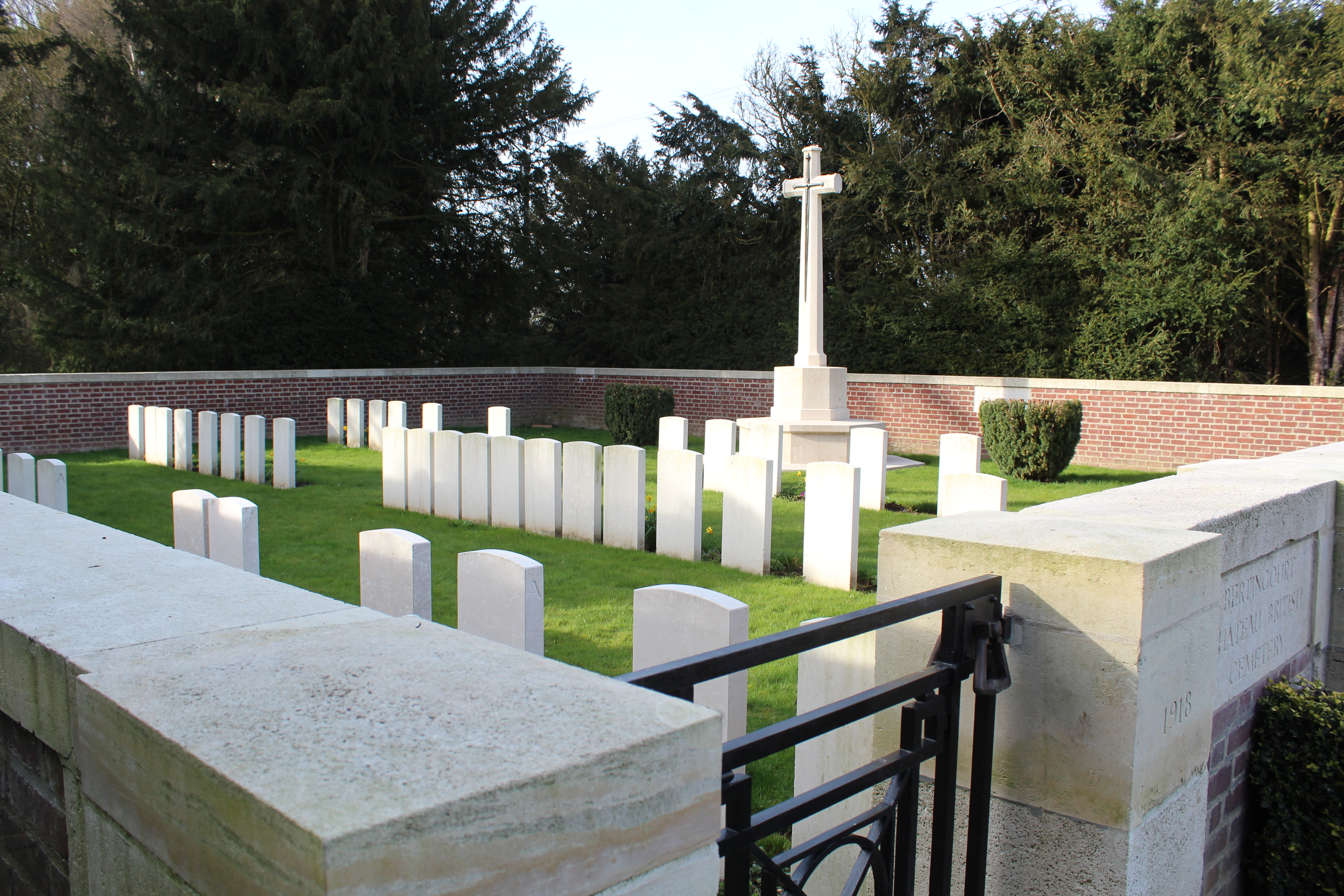
Soldatenfriedhof

- Wasserturm
- Soldatenfriedhof des Commonwealth

- Kapelle Notre-Dame-de-Liesse
- Soldatenfriedhof